# 長助法親王
長助法親王（ちょうじょほっしんのう，1320年—1361年），日本镰仓时代末期、南北朝時代法親王。
他原名安仁，生于後醍醐天皇元应二年（1320年），父亲是後伏見天皇。母亲从三位正親町（藤原）守子，是权大纳言正親町實明之女。又称安仁親王、助有法親王。光严天皇、光明天皇的異母兄弟、承胤法親王、亮性法親王、璜子内親王（章德門院）的同母兄弟。
師事近江国園城寺尊悟入道親王，被宇都宮通房之子丰前守護、宇都宮頼房招至如法寺。后来迁居灵仙寺，为英彦山座主。正室是宇都宮頼綱的侄女，为英彦山神宫社家、高千穗家之祖。1337年（北朝光明天皇建武四年、南朝後醍醐天皇延元二年），封親王。1361年（北朝後光嚴天皇延文六年、南朝後村上天皇正平十六年）二月十八日，去世。